# Pourquoi Pas ?
Pour les articles homonymes, voir Pourquoi pas.

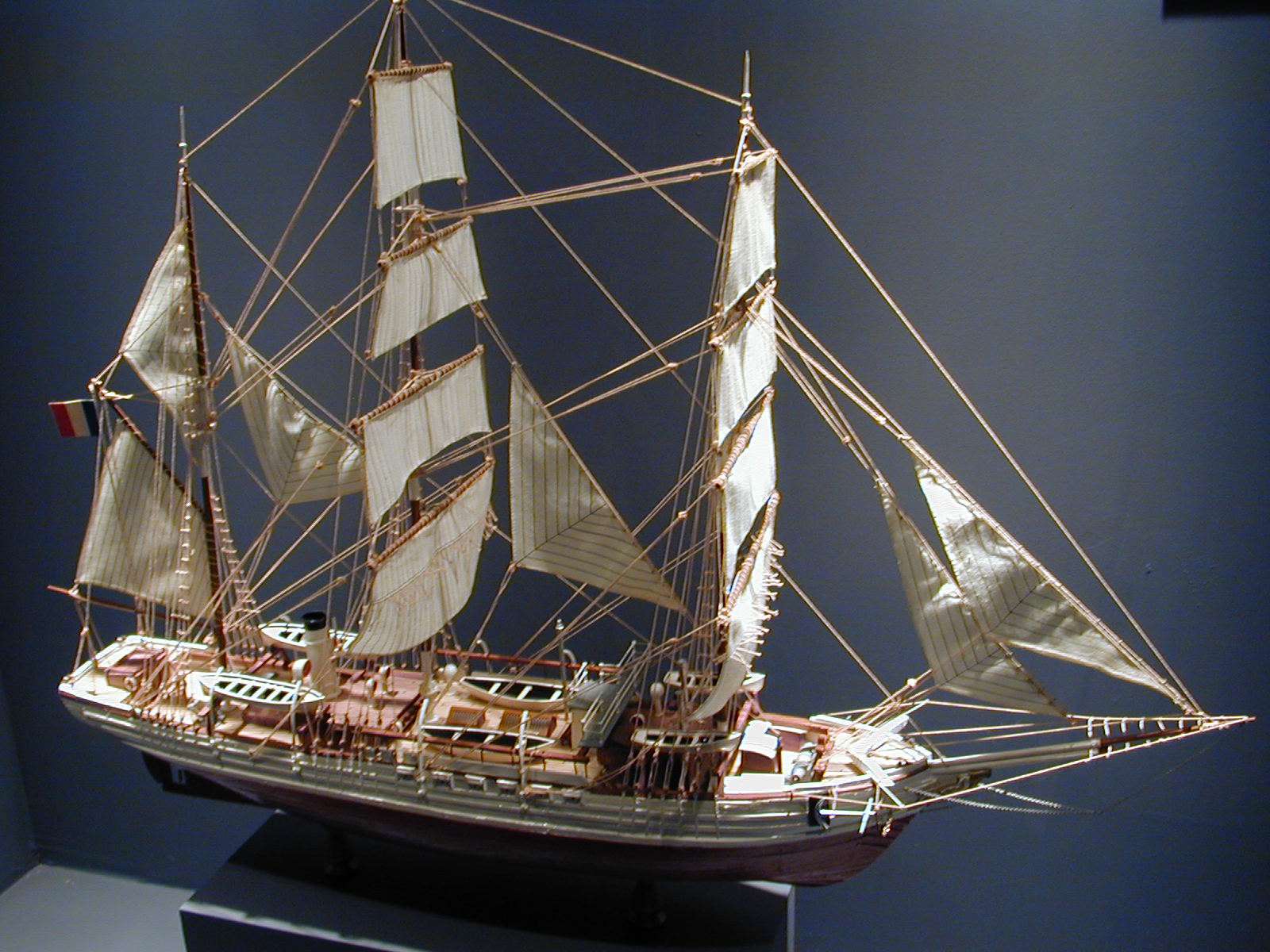
Modèle réduit du Pourquoi Pas ? IV du commandant Charcot au musée océanographique de Monaco.

Les Pourquoi Pas ? I, II, III et IV sont quatre navires d'exploration polaire du commandant Charcot (1867–1936), navigateur, explorateur et océanographe français, dont le dernier fit naufrage sur les côtes d'Islande en 1936. Ce nom est de nouveau donné à un navire océanographique de l’Ifremer et du Shom en 2005, Pourquoi Pas ?, en hommage aux précédents.

## Navires de Charcot
Dans son enfance, Jean-Baptiste Charcot s'est passionné très tôt pour les bateaux et l’exploration polaire, bien qu’il n’y ait eu aucun marin dans sa famille. Il répondait toujours « Pourquoi pas ? » à ceux qui mettaient en doute sa volonté de devenir marin.[réf. nécessaire]
Le premier Pourquoi Pas ? était un cotre de 19,50 m qu’il fit construire en 1893 avec lequel il fit en 1894, une croisière de deux semaines. Il revendit ce premier bateau en 1896, pour faire l’acquisition d’un trois-mâts barque en bois de 26 m de long qu’il rebaptisa Pourquoi Pas ? II. 
En 1897, il change de nouveau de bateau et acquiert une goélette à coque de fer de 31 m, avec moteur à vapeur qui devient le Pourquoi Pas ? III, avec lequel en 1898, il remonte le Nil jusqu’à Assouan en compagnie du milliardaire Vanderbilt.
En 1899, séduit par les modifications et les améliorations apportées par le propriétaire intermédiaire, il rachète son ancien trois-mâts barque, le Pourquoi Pas ? II, et va naviguer dans les eaux britanniques. En 1902, il fait route vers l’Islande, franchit pour la première fois le cercle polaire arctique et approche les glaces.
Il devient officier de marine. Le Pourquoi Pas ? IV, le plus célèbre des quatre, lui a servi à la seconde expédition antarctique.

## Navires modernes
Le nom de Pourquoi Pas ? est à nouveau donné à un navire océanographique construit par Alstom Marine aux chantiers de l'Atlantique pour l’IFREMER et le SHOM, livré en juillet 2005.